# Rhomborista mianta
Rhomborista mianta är en fjärilsart som beskrevs av Reginald James West 1930.
Rhomborista mianta ingår i släktet Rhomborista och familjen mätare. Inga underarter finns listade.